# Siège d'Hennebont
 (juillet 2024).
Si vous disposez d'ouvrages ou d'articles de référence ou si vous connaissez des sites web de qualité traitant du thème abordé ici, merci de compléter l'article en donnant les références utiles à sa vérifiabilité et en les liant à la section « Notes et références ».
Pour un article plus général, voir Guerre de succession de Bretagne.
Guerre de succession de Bretagne
Batailles
Le siège d'Hennebont de 1342 est un épisode de la Guerre de succession de Bretagne. Les forces de Charles de Blois retiennent Jeanne de Flandre dans la cité, alors que celle-ci attend des renforts anglais. L'arrivée de ces derniers en juin 1342 provoque la levée du siège.

## Histoire
Jeanne de Flandre est réfugiée à Hennebont et attend le renfort d'Amaury de Clisson (en) et des troupes anglaises. Le siège de la ville est fait par des partisans de Charles de Blois. À la suite d'une ruse, elle parvient à sortir de la ville assiégée, et à se rendre à Auray pour y trouver des renforts. Ceux-ci rentrent à Hennebont 5 jours plus tard, toujours grâce à une ruse.
Le siège se poursuit jusqu'à l'arrivée des renforts anglais, qui pénètrent dans le Blavet (futur Port-Louis) en juin.
Le siège est alors levé, et les assiégeants prennent la route d'Auray pour aller prêter main-forte à Charles de Blois qui y tient alors un siège.